# Andernos-les-Bains
Andernos-les-Bains là một xã trong tỉnh Gironde, thuộc vùng Nouvelle-Aquitaine của nước Pháp, có dân số là 9254 người (thời điểm 1999). Xã nằm trong vùng đô thị của thành phố Bordeaux.